# Arnold Joseph Toynbee
Arnold Joseph Toynbee angleški zgodovinar, filozof, * 14. april 1889, London, † 22. oktober 1975, York, Združeno kraljestvo.
Najbolj je bil poznan po delu Proučevanje zgodovine (A Study of History, 1934–1961). V tem delu je izrazil prepričanje, da je zgodovina sestavljena iz cikla 23 civilizacij, ki skozi čas dozorevajo, se spopadajo s problemi, se starajo in propadejo. Bil je avtor, prevajalec in znanstvenik. Predaval je tudi na Londonski univerzi.

## Življenje
Arnold Joseph Toynbee se je rodil 14. aprila 1889 v Londonu, staršema Harryju Valpy Toynbeeju in Sarah Edith Marshall. Velikokrat je zamenjan za njegovega strica, Arnolda Toynbeeja (1852–1883), ki je bil pomemben ekonomist 19. stoletja. Toynbee se je šolal na kolidžih Winchester in Balliol v Oxfordske univerze. Nekaj časa pa se je šolal tudi v britanski šoli v Atenah. Tam se je seznanil z grško civilizacijo, ki je vplivala na oblikovanje ideje o 23 civilizacijah in tako tudi na izdajo knjige Proučevanje zgodovine. Leta 1915 je začel delati pri britanskem obveščevalnem oddelku British Foreign Office, s katerim je sodeloval med prvo in prav tako drugo svetovno vojno. Kot delegat je prisostvoval na pariški mirovni konferenci leta 1919, po kateri je bil izbran za profesorja bizantinskih in modernih grških ved na Univerzi v Londonu. Med letoma 1921 in 1922 je bil med grško-turškimi vojnami dopisnik pri časopisu The Guardian. Leta 1925 pa je postal redni profesor zgodovine na londonski LSE in direktor raziskav na Royal Institute of International Affairs v Londonu, kjer je bil na položaju do leta 1955.
Njegova prva žena je bila Rosalind Murray, s katero je imel tri sinove. Najbolj poznan je bil njegov drugi otrok Philip Toynbee. Zakon je propadel leta 1946. Še isto leto se je poročil s sodelavko Veronico M. Boulter.
Umrl je 22. oktobra 1975 v Yorku, star 86 let.

## Akademski in kulturni vpliv

### Proučevanje zgodovine
Proučevanje zgodovine (A Study of History) je Toynbeejevo najpomembnejše delo. Napisal ga je med leti 1934 in 1961. Opazil je, da v zgodovini vedno na podoben način civilizacije nastanejo, se razvijejo in tudi propadejo. Tako je zaključil, da lahko celotno zgodovino opišemo le skozi delovanje, razvoj in propad 23 glavnih civilizacij. Zgledoval se je po Oswaldu Spenglerju, nemškem zgodovinarju in filozofu, in njegovim delom Zaton Zahoda (Der Untergang des Abendlandes). V knjigi tudi Spengler predpostavi, da se zgodovinski vzorci ponavljajo. Dogodki, ki so se zgodili v njunem času v Evropi lahko primerjamo z dogodki iz rimskega imperija. Civilizacije cvetijo, propadajo, se razvijajo v druge in glede na njihovo delovanje lahko razčlenimo zgodovino človeštva. Toynbee je še nadgradil Spenglerjevo raziskavo in pristopil še na bolj znanstven in empirični način. Čeprav je zagovarjal cikel ponavljanja zgodovinskih dogodkov in je definiral končni zakon razvoja (challenge - response), je menil, da je možno in nujno cikel prekiniti. Filozofski bralci so njegove ideje dobro sprejeli, medtem ko so bili kolegi zgodovinarji do njih zadržani.

## Izziv in odziv
Toynbee je predstavil zgodovino civilizacij v smislu 'izziv in odziv' (challenge - and - response). Po njegovem so civilizacije nastale kot odgovor na določene nize težavnih izzivov, ko so ustvarjalne manjšine oblikovale rešitve, ki so spremenile njihovo celotno družbo. Izzivi in odzivi so tako fizični kot tudi socialni.
Primer fizičnega delovanja so bili Sumerci, ki so izkoristili močvirja tako, da so povezali neolitske posameznike v družbo, ki je bila zmožna izvesti zahtevne namakalne projekte. Socialno delovanje pa na primer predstavlja Rimskokatoliška cerkev, ki je rešila kaos po razpadu Rimskega imperija tako, da je združila germanska kraljestva v eno versko skupnost.
Ko se je civilizacija odzivala na izzive, je rasla. Propadati pa je začela, ko so se njeni voditelji prenehali ustvarjalno odzivati na težave, kar je vodilo v njen propad zaradi nacionalizma, militarizma in tiranije.
Toynbee je verjel, da družbe propadajo zaradi družbenega samomora ali umora, ne pa zaradi naravnih vzrokov. Rast in razvoj civilizacij je videl kot duhovni proces, o tem je napisal, da človek doseže stopnjo civilizacije, če se zahtevnim izzivom uspešno odzove.

## Politični vpliv
Toynbee je deloval tudi kot politik, predvsem se je ukvarjal z mednarodnimi zadevami v nacistični Nemčiji, Rusiji, Grčiji in Bližnjem Vzhodu. Njegov politični vpliv je bil izredno velik.
Med prvo svetovno vojno je Toynbee delal za britanski zunanji urad, istočasno pa tudi kot delegat na pariški mirovni konferenci leta 1919. Raziskave za zunanji urad je vodil na Oxfordu, le-te so imele pomemben vpliv na ozaveščenost Londona med drugo svetovno vojno. Skupaj s svojo asistentko in kasneje ženo, je urejal letno raziskavo o mednarodnih zadevah (Survey of International Affairs) za Kraljevi inštitut za zunanje zadeve (RIIA), ki je postala nepogrešljiva za britanske mednarodne strokovnjake.

### Sestanek s Hitlerjem
Leta 1936 je Toynbee gostoval v Berlinu, kjer je proučeval družbene razmere v Hitlerjevi nacistični Nemčiji. Povabljen je bil na zasebni sestanek s Hitlerjem, na katerem je Hitler poudaril svojo idejo o širitvi velike nemške nacije in izrazil željo, da bi ga britanska oblast razumela in z njim sodelovala. Toynbee je Hitlerjevo sporočilo posredoval britanskemu premierju in zunanjem ministru.

### Rusija
Toynbeeja je begala ruska revolucija, saj je Rusijo videl kot nerazvito, vzhodnjaško deželo, katere revolucija bi ogrozila zahodne, razvite nacije. Kasneje, leta 1952, pa je menil, da je bila Sovjetska zveza žrtev zahodnoevropske agresije in predstavil hladno vojno kot idejno tekmovanje med marksističnim materializmom na vzhodu in zahodom, ki temelji na krščanskih vrednotah. Zaradi predstavitve komunizma kot duhovne sile, so Toynbeeja napadli z vseh strani, vroča debata se je odvila tudi v časopisu London Times.

### Grčija in Bližnji vzhod
Toynbee je sprva deloval kot vodilni analitik za razvoj Bližnjega vzhoda. Med prvo svetovno vojno je podpiral grške oblasti, po vojni pa je obtožil grško vojsko za izvajanje grozodejstev in pokolov na turškem ozemlju. Zaradi nasprotovanja Grkom je bil leta 1924 primoran opustiti svojo pozicijo vodilnega analitika na Bližnjem Vzhodu.
Istočasno je izražal manj podpore arabskim oblastem in se zavzemal za judovsko državo v Palestini. Po njegovem naj bi si ta država opomogla in spet pridobila antično blagostanje. Leta 1917 je objavil sporočilo, v katerem je izrazil podporo Judom in se zavzemal za njihove pravice v Palestini. Leta 1922 pa je spremenil svoje mišljenje, na pobudo arabske delegacije, ki je obiskala London. V štiridesetih letih dvajsetega stoletja se je odmaknil od judovskega nacionalnega gibanja in podprl arabske sile.
V petdesetih letih je nasprotoval formaciji judovske države, delno zaradi zaskrbljenosti o možnosti jedrske vojne. Kljub temu je leta 1961 v debati z izraelskim ambasadorjem omehčal svoj pogled, Izraelu priporočil, da mora kot suverena država prispevati k svetovnem miru.

### Daisaku Ikeda
Leta 1972 se je Toynbee sešel z Daisakom Ikedo, predsednikom budistične organizacije Soka Gakkai International (SGI). Oba sta nasprotovala uporabi jedrskega orožja in sklenila, da pod nobenim pogojem ne sme priti do jedrske vojne. Toynbee je obravnaval atomsko bombo kot izum, ki povzroča katastrofo neizmernih razsežnosti in ogroža človekov obstoj. V pogovoru z Ikedo je izrazil zaskrbljenost, da človeštvo ne bo moglo okrepiti svoje etike in doseči samoobvladovanja.
Naslednje leto sta se sestala v Londonu, kjer sta se ukvarjala s kritičnimi težavami človeštva. Njuni pogovori so vodili v objavo Choose Life.

## Toynbeejeve nagrade
Leta 1987 so začeli podeljevati Toynbeejeve nagrade za prispevek k razvoju družbenih ved, opredeljenih s širokega zgodovinskega vidika človeške družbe in njenih problemov.
Toynbeejeva nagrada je častna nagrada se podeljuje družboslovnim znanstvenikom za akademski in javni prispevek ter zasluge za človeštvo. Podeljuje se jo vsako leto.

## Vpliv na popularno kulturo
Toynbeejeve ideje je prevzel Ray Bradbury in jih vključil v zbirko kratkih zgodb pod naslovom The Toynbee Convector. Charles Harness je Toynbeeja na kratko omenil v delu The Paradox Man, prav tako so ga omenili Frederick Buechner v The return of Ansel Gibbs, Pat Frank v Alas, Babylon in Tom Robbins v Another Roadside Attraction. »Toynbee« je tudi naslov pesmi rock skupine Manic Bloom, besedilo pesmi se nanaša na neizogibnost padca družbe.
Prevod v slovenščino:
Perović, Miloš R., Pogovori z Delosovci = Dialogues with the Delians : Constantinos A. Doxiadis, René Dubos, Richard Buckminster Fuller, Jean Gottmann, Ei'ichi Isomura, Margaret Mead, Jérôme Monod, John Papaioannou, Arnold J. Toynbee, Jacqueline Tyrwhitt, Sinteza, Ljubljana, 1978